# Anand (distrikt)
Anand är ett distrikt i delstaten Gujarat i Indien. Administrativ centralort är Anand. Vid folkräkningen 2001 hade Anand 1 856 872 invånare. 1 348 901 av dessa bodde på landsbygden och 507 971 bodde i tätorter.

## Demografi
Av befolkningen i Anand är 74,51% läskunniga (86,09% av männen och 61,94% av kvinnorna). Hinduism är den vanligaste religionen med 1 616 127 troende, islam näst störst med 199 263 troende. 29 461 personer är kristna.